# Gao Tingyu
Gao Tingyu (chinesisch 高亭宇; * 15. Dezember 1997 in Yichun) ist ein chinesischer Eisschnellläufer. Auf der Sprintdistanz über 500 Meter wurde er 2022 Olympiasieger, nachdem er vier Jahre zuvor auf dieser Strecke bereits eine olympische Bronzemedaille gewonnen hatte.

## Werdegang
Gao Tingyu stammt aus der Provinz Heilongjiang im Nordosten Chinas. Er wuchs in dem von Waldgebieten geprägten Kreis Nancha der bezirksfreien Stadt Yichun auf. In seinem dritten Grundschuljahr begann er 2004 auf der Eisbahn seiner Schule mit dem Eisschnelllaufen. Nach dem Abschluss der Grundschule fuhr ihn sein Vater nach Harbin zum Probetraining der Provinzmannschaft, wo ihn der verantwortliche Trainer Liu Guangbin wegen seines jungen Alters sowie seiner schmalen Statur zunächst ablehnte und ihm empfahl, später wiederzukommen. Für drei Jahre wurde Gao im Wintersportzentrum von Mudanjiang ausgebildet, bevor er 2011/12 in das Heilongjianger Team aufgenommen wurde. Gao bezeichnete den Provinztrainer Liu Guangbin als akribisch und pflichtbewusst und betonte die Bedeutung, die Lius väterliche Betreuung für seine Laufbahn hatte.
Bis Mitte der 2010er-Jahre entwickelte sich Gao zu einem der führenden chinesischen 500-Meter-Sprinter auf dem Eis. Nach einem Sieg im Juniorenrennen bei den nationalen Winterspielen im Januar 2016 in Ürümqi wurde er in die Nationalmannschaft berufen und erhielt in den folgenden Wochen erste internationale Einsätze im Weltcup und bei der Sprint-WM. Bei den Juniorenweltmeisterschaften 2016 in Changchun stürzte er über 500 m, gewann aber im Teamsprint mit Tao Yang und Alemasi Kahanbai die Silbermedaille. Zu Beginn der Saison 2016/17 wurde Gao in Ürümqi chinesischer Meister über 500 m und erreichte in Harbin mit Platz zwei über 500 m seine erste Podestplatzierung im Weltcup. Im Februar 2017 wurde er bei den Einzelstreckenweltmeisterschaften in Gangwon Zehnter über 500 m und gewann bei den Winter-Asienspielen 2017 in Obihiro die Goldmedaille über 500 m. Ende Dezember 2017 wurde er erneut chinesischer Meister auf der Sprintdistanz. Im folgenden Jahr gewann er bei den Olympischen Winterspielen 2018 in Pyeongchang Bronze über 500 m und damit die erste olympische Medaille eines männlichen chinesischen Eisschnellläufers.

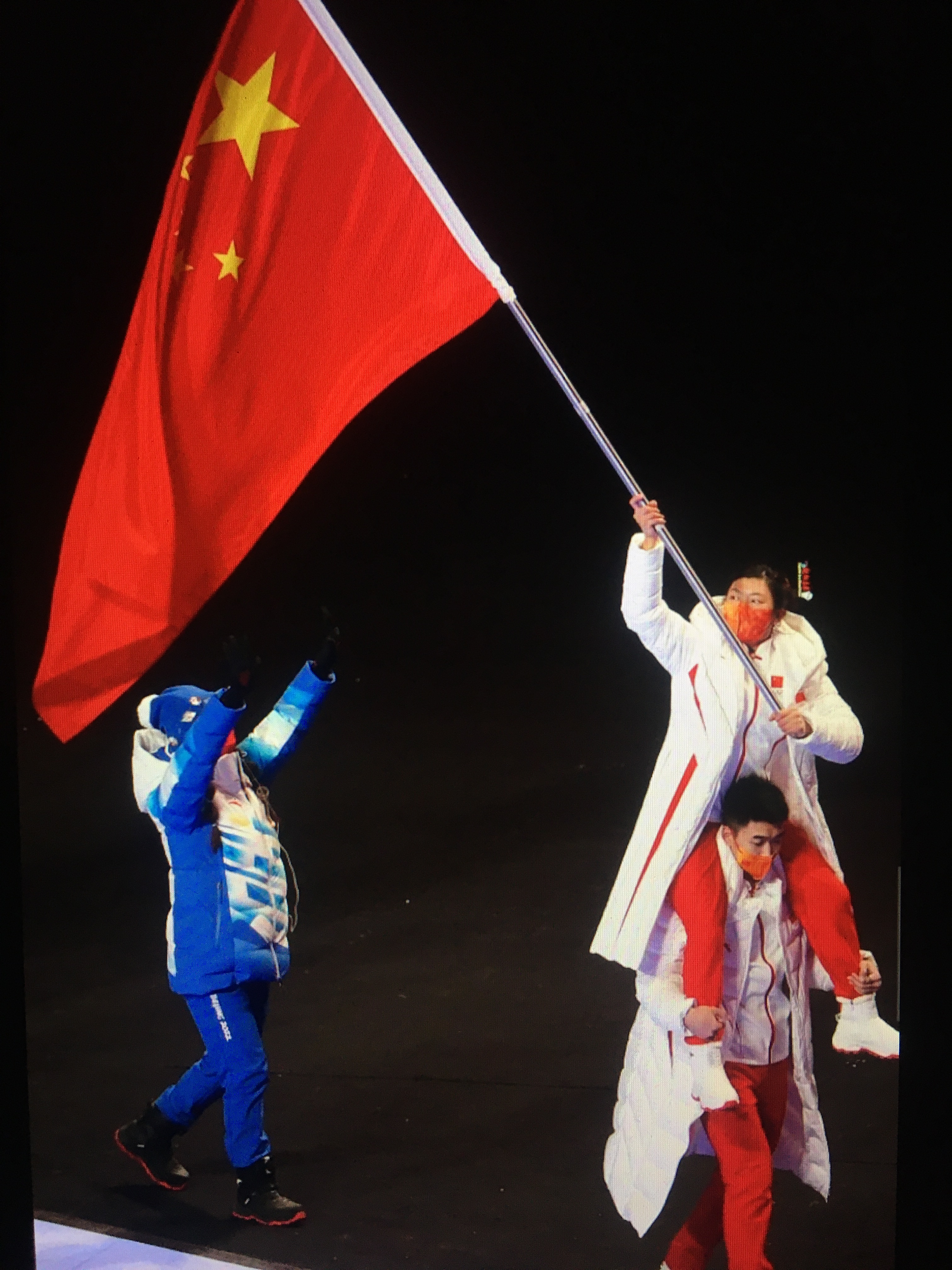
Gao Tingyu und Xu Mengtao als chinesische Fahnenträger bei der Schlussfeier der Olympischen Winterspiele 2022

In den Saisons nach seiner ersten Olympiateilnahme erreichte Gao über 500 m im Weltcup regelmäßige Top-10-Ergebnisse und stand vereinzelt auf dem Podium. Mit Wang Shiwei und Ning Zhongyan gewann er Silber im Teamsprint bei den Einzelstreckenweltmeisterschaften 2020 in Salt Lake City. Als Folge der mit der COVID-19-Pandemie verbundenen Reisebeschränkungen traten die chinesischen Eisschnellläufer im Winter 2020/21 zu keinen internationalen Wettkämpfen an. Im September 2021 lief Gao im auf 1700 Meter Höhe gelegenen Xinjiang Ice Sports Center in Ürümqi als erster Chinese die 500 m unter 34 Sekunden. Seine Zeit von 33,83 Sekunden war zu diesem Zeitpunkt die viertschnellste jemals gelaufene. Zu Beginn der Saison 2021/22 feierte er in Tomaszów Mazowiecki seinen ersten Weltcupsieg. Im Vorfeld der Olympischen Winterspiele 2022 in Peking handelten ihn chinesische Medien als eine der zentralen Medaillenhoffnungen des Gastgeberteams, das er bei der Eröffnungsfeier als Fahnenträger (zusammen mit der Skeletonfahrerin Zhao Dan) anführte. Beim zweiten olympischen 500-Meter-Rennen seiner Laufbahn am 12. Februar 2022 stellte Gao in 34,32 Sekunden einen neuen olympischen Rekord auf und entschied den Wettkampf mit sieben Hundertstelsekunden Vorsprung auf den Südkoreaner Cha Min-kyu für sich. Bei der Olympia-Schlussfeier wurde er erneut – dieses Mal mit der Freestyle-Skierin Xu Mengtao – als Fahnenträger eingesetzt.

## Persönliches
Staatliche chinesische Medien wie der Auslands-Fernsehsender CGTN und die Nachrichtenagentur Xinhua charakterisierten Gao als selbstbewussten, hart arbeitenden Sportler. Er sei kein Naturtalent gewesen und habe auf seinem Weg zum Olympiasieg viele Hindernisse überwinden müssen, darunter eine Hüftverletzung im Juni 2020, die ihn acht Monate im Training behindert habe. Zudem lege er großen Wert auf guten Schlaf und habe deswegen stetig ein Latex-Kissen bei sich, um Nackenschmerzen zu vermeiden. Auf Grundlage der Pressekonferenz nach seinem Olympiasieg im Februar 2022 beschrieben ihn die deutsche taz und die Süddeutsche Zeitung als ausgesprochen wortkarg. Bei dieser Pressekonferenz bezeichnete sich Gao selbst mit dem Dialektwort „gelu“ (auf Deutsch in etwa: „gelassen“) und sagte, er sei im Allgemeinen eine eher langsame Person, genieße aber beim Eisschnelllauf die Geschwindigkeit.

## Persönliche Bestzeiten
- 500 m: 33,83 s (aufgestellt am 26. September 2021 in Ürümqi)
- 1000 m: 1:10,58 min (aufgestellt am 22. Oktober 2016 in Ürümqi)
- 1500 m: 2:02,21 min (aufgestellt am 1. Dezember 2013 in Changchun)
- 3000 m: 4:31,80 min (aufgestellt am 11. Januar 2013 in Shenyang)
- 5000 m: 7:56,33 min (aufgestellt am 29. Oktober 2011 in Changchun)

## Teilnahmen an Weltmeisterschaften und Olympischen Winterspielen

### Olympische Spiele
- 2018 Pyeongchang: 3. Platz 500 m
- 2022 Peking: 1. Platz 500 m

### Einzelstrecken-Weltmeisterschaften
- 2017 Gangwon: 10. Platz 500 m
- 2019 Inzell: 9. Platz 500 m
- 2020 Salt Lake City: 2. Platz Teamsprint, 9. Platz 500 m

### Sprint-Weltmeisterschaften
- 2016 Seoul: 24. Platz Sprint-Mehrkampf

## Weltcupsiege
| Nr. | Datum             | Ort                 | Disziplin |
| --- | ----------------- | ------------------- | --------- |
| 1.  | 12. November 2021 | Tomaszów Mazowiecki | 500 m     |
| 2.  | 9. Dezember 2023  | Tomaszów Mazowiecki | 500 m     |